# NGC 6447
NGC 6447 (również PGC 60829 lub UGC 10975) – galaktyka spiralna z poprzeczką (SBbc), znajdująca się w gwiazdozbiorze Herkulesa. Odkrył ją Albert Marth 9 lipca 1864 roku.